# Oviraptorinae
Az Oviraptorinae ('tojástolvajok') a madárszerű maniraptora theropoda dinoszauruszok Oviraptoridae családjának egyik alcsaládja.

## Osztályozás és fajok

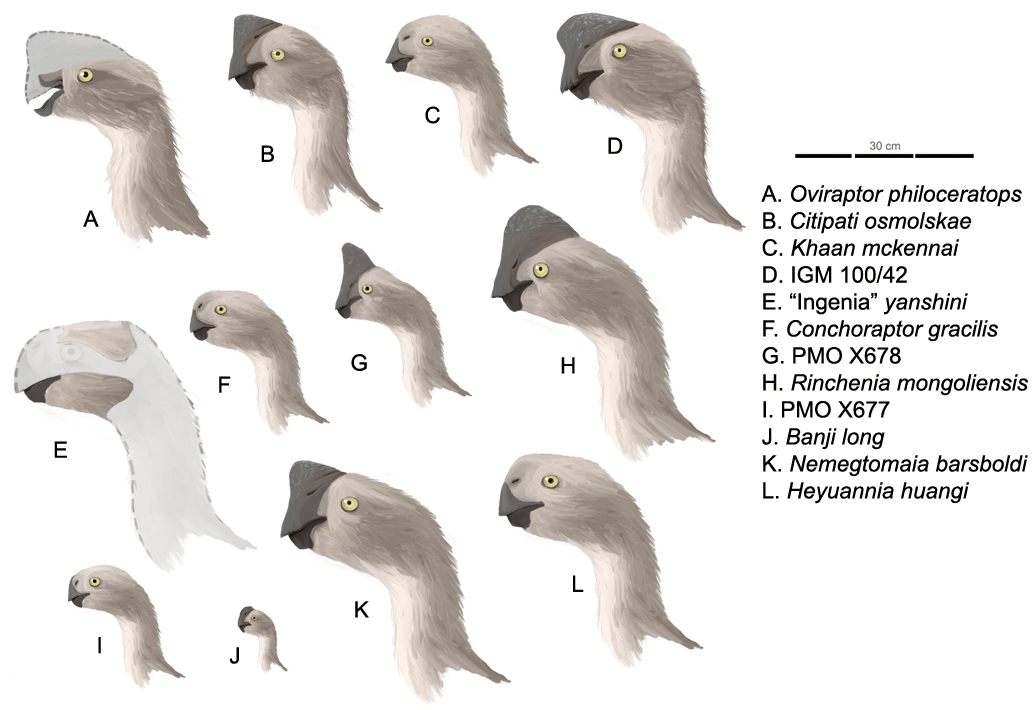
Az oviraptorinák fejének rekonstrukciója

Az oviraptoridák osztályozása vitatott. Az Oviraptoridae családot hagyományosan a kis, rövidkarú és fejdísztelen tagokból álló „Ingeniinae” alcsaládra (a nevet korábban lefoglalták egy gerinctelen csoport számára), és a nagyobb, fejdíszes oviraptoridákat tartalmazó Oviraptorinae alcsaládra osztották fel.
A későbbi filogenetikus tanulmányok kimutatták, hogy a Caenagnathidae sok tradicionális tagja valójában közelebbi rokonságban áll a fejdíszes oviraptoridákkal. Mivel magát a Caenagnathust többé már nem tekintik a csoport részének, az alcsaládot rendszerint Elmisaurinae-nek nevezik. Az ingeniinákat jelenleg az oviraptorinák közé sorolják be, az új, alapvető, alak szerinti felosztásnak megfelelően. Az alábbi taxonómia a Thomas R. Holtz, Jr. által 2010-ben publikáltnak felel meg.
- Oviraptorinae
  - Banji long – egy állkapocscsont, a csípő és a hátsó láb darabjai révén ismert kezdetleges forma, amely a kínai Mangchuan-formációból származik.
  - Citipati osmolskae – több jó állapotban megőrződött példány, köztük fészkelő felnőttek, tojások és egy embrió alapján nevezték el. Egy előrefelé álló tarajjal rendelkezett, és az Oviraptor kortársaként élt, ugyanazon az élőhelyen, a mongóliai Djadochta-formációban.[2]
  - Citipati sp. – egy ideiglenesen a Citipati nemhez kapcsolt példány, melyet az 1980-as években fedeztek fel a mongóliai Djadochta-formációban, és korábban Oviraptornak tartottak. A kazuáréra emlékeztető, előrefelé lejtő fejdíszt viselt.[2]
  - Conchoraptor gracilis – a mongóliai Barun Goyot-formációból származó, kis termetű, fejdísztelen, vékony második lábujjal rendelkező faj. Sok példányt kapcsoltak hozzá, de nem készültek róla olyan részletes tanulmányok, amelyek pontosan megmutatták volna, hogy hová tartozik.
  - Heyuannia huangi – az elsőként elnevezett, Kínából származó oviraptorida, amely nagyon hasonlít az Ingeniára, de több csípőtáji csigolyája és a csuklójával összeforrt első ujja révén megkülönböztethető. A Dalangshan-formációban fedezték fel.
  - „Ingenia” yanshini – a mongóliai Barun Goyot-formációból származik, és sok olyan leletet kapcsoltak hozzá, amely valószínűleg más fajhoz tartozik. A Conchoraptor kortársa volt, és további munkát igényel a két nem maradványainak szétválogatása. Az „Ingenia” keze az igen nagy első, és a megkisebbedett második és harmadik ujjról különböztethető meg. Az név „Ingenia” foglalt és későbbiek során lecserélődhet.
  - Khaan mckennai – szintén a Conchoraptorra hasonlít, de a harmadik ujja megkisebbedett. A mongóliai Djadochta-formációban találtak rá, ahol a Citipati mellett élt.
  - Machairasaurus leptonychus – egy kéz és egy részleges mellső láb alapján ismert „ingeniina”, melynek enyhén hajlott karmokban végződő ujjai növényevő étrendre utalnak.[3] A mongóliai Barun Goyot-formációban fedezték fel.
  - Nemegtomaia barsboldi – a hozzá tartozó (először tévedésből az Ingeniához kapcsolt), kitűnő állapotban megőrződött koponya maradvány eredetileg a Nemegtia nevet kapta, lelőhelyére a mongóliai Nemegt-formációra utalva.
  - Oviraptor philoceratops – a késő kréta kori Mongóliában élt. 1924-ben találtak rá a Djadochta-formációban. A pofája hosszabb, a fejdísze pedig látszólag kiterjedtebb volt, mint a csoport többi tagjáé. A legtöbb illusztrációja valójában a Citipati sp. alapján készült.
  - Rinchenia mongoliensis – a késő kréta kori Mongóliából, a Nemegt-formációból származik, és eredetileg az Oviraptor mongoliensis nevet kapta. A fejdísze a feje közepén nagyon magas volt.

## Fordítás
- Ez a szócikk részben vagy egészben az Oviraptorinae című angol Wikipédia-szócikk ezen változatának fordításán alapul.  Az eredeti cikk szerkesztőit annak laptörténete sorolja fel. Ez a jelzés csupán a megfogalmazás eredetét és a szerzői jogokat jelzi, nem szolgál a cikkben szereplő információk forrásmegjelöléseként.